# Mirko Manzotti
Mirko Manzotti (Modena, 26 gennaio 1909 – Ferrara, 12 maggio 1979) è stato un medico, politico e funzionario italiano.

## Biografia
Dopo la laurea in medicina e chirurgia conseguita presso l'Università di Modena (dove fu segretario del Gruppo Universitario Fascista), nell'agosto 1935 si arruolò volontario, venendo assegnato alla V Divisione Camicie Nere "I Febbraio" come Capo manipolo medico. Ritornato dall'Africa Orientale Italiana, venne nominato membro del direttorio provinciale del Partito Nazionale Fascista.
Venne nominato commissario prefettizio e poi podestà di Modena per lungo tempo, dal 22 dicembre 1943 al 3 aprile 1945.
Dal settembre 1944 Manzotti ebbe solidi rapporti con il Comitato di liberazione nazionale, tanto che una partigiana venne assunta nella sua segreteria, concordando con i rappresentanti della Resistenza italiana molte decisioni sulla popolazione di Modena.
Nonostante che la Federazione fascista lo accusasse più volte di collaborare coi partigiani, Manzotti riuscì a farsi nominare Capo dell'Amministrazione provinciale di Modena, continuando così a collaborare con la Resistenza.
Nel dopoguerra fu per un lungo periodo Direttore sanitario dell'Arcispedale Sant'Anna di Ferrara.
Morì all'età di 70 anni.